# Коммунар (Кингисеппский район)
Коммунар (фин. Malli) — деревня в Опольевском сельском поселении Кингисеппского района Ленинградской области.

## История
На карте Ингерманландии А. И. Бергенгейма, составленной по шведским материалам 1676 года, упоминается деревня Wattiaby.
Как деревня Маллия она обозначена на «Географическом чертеже Ижорской земли» Адриана Шонбека 1705 года.
На карте Санкт-Петербургской губернии Я. Ф. Шмидта 1770 года она упоминается как деревня Малья.

МАЛЯ — деревня, принадлежит графам Шуваловым, число жителей по ревизии: 129 м. п., 144 ж. п. (1838 год)

В 1844 году деревня называлась Маллия и насчитывала 37 крестьянских дворов.

МАЛЯ — деревня вдовы надворного советника Бистром, 10 вёрст по почтовой, а остальное по просёлочной дороге, число дворов — 53, число душ — 97 м. п. (1856 год)

МАЛЛИ — деревня, число жителей по X-ой ревизии 1857 года: 83 м. п., 93 ж. п., всего 176 чел.

МИЛЛИ — деревня владельческая при реке Солке, число дворов — 32, число жителей: 121 м. п., 137 ж. п.; Часовня. (1862 год)

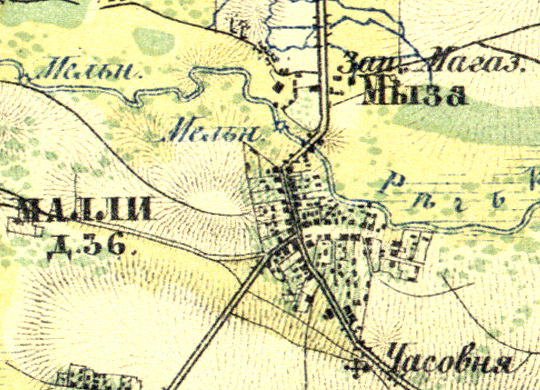
Деревня Малли на карте 1860 года

В 1860 году деревня насчитывала 36 дворов. На северной окраине деревни находились мыза и хлебозапасный магазин, на южной — часовня. Близ деревни, на реке Солка располагались три водяных мельницы.

МАЛЛИ — деревня, по земской переписи 1882 года: семей — 37, в них 84 м. п., 83 ж. п., всего 167 чел.

МАЛЛИ — деревня, число хозяйств по земской переписи 1899 года — 29, число жителей: 64 м. п., 75 ж. п., всего 139 чел.;
 разряд крестьян: бывшие владельческие; народность: все русские

В начале XIX века деревня административно относилось ко 2-му стану Ямбургского уезда Санкт-Петербургской губернии, в конце XIX — начале XX века — к Ополицкой волости 1-го земского участка 1-го стана. По приходским сведениям население деревни было смешанным — финско-русским.
По данным «Памятной книжки Санкт-Петербургской губернии» за 1905 год деревня называлась Милля и входила в состав Миллявского сельского общества.
С 1917 по 1923 год деревня Маллия входила в состав Киллинского сельсовета Ополицкой волости Кингисеппского уезда.
С 1923 года в составе Ястребинской волости.
С 1924 года в составе Алексеевского сельсовета.
Согласно данным переписи населения СССР 1926 года в деревне Маллия проживали 138 человек, большинство русские, а также эстонцы и финны.
С февраля 1927 года в составе Кингисеппской волости. С августа 1927 года в составе Кингисеппского района.
С 1928 года в составе Керстовского сельсовета. В 1928 году население деревни также составляло 138 человек.

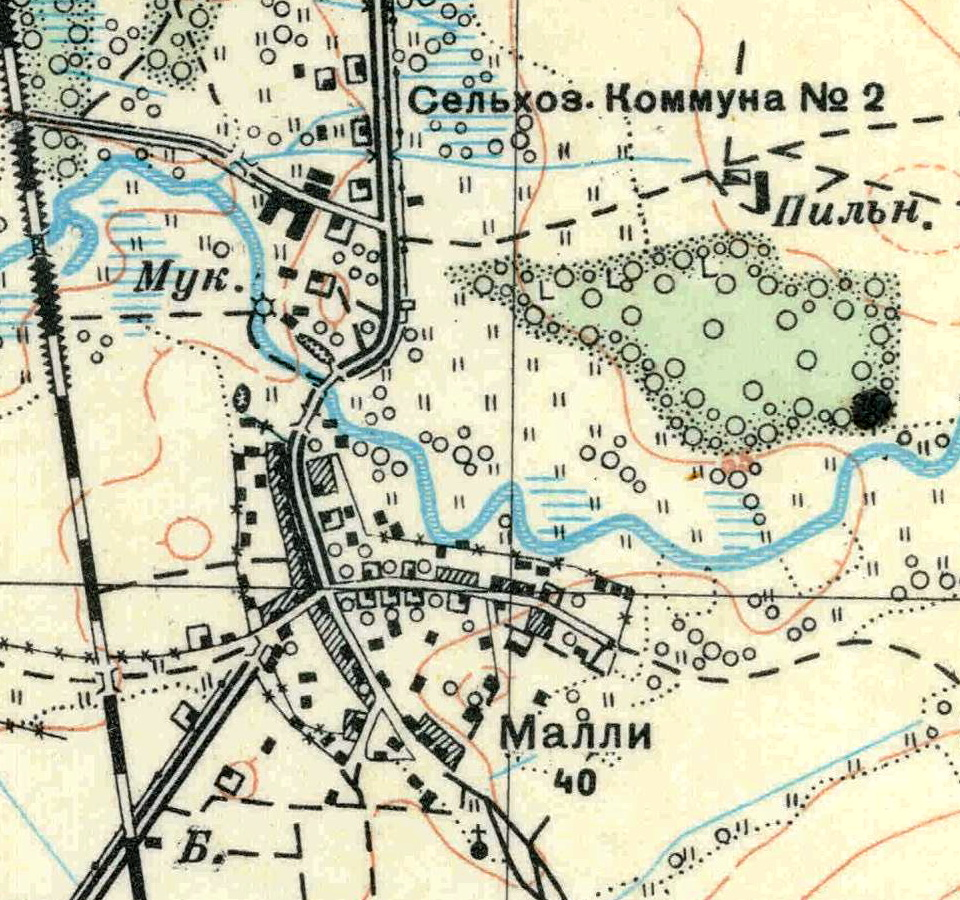
План деревни Малли. 1930 год

Согласно топографической карте 1930 года деревня называлась Малли и насчитывала 40 дворов. На северной окраине деревни находилась сельскохозяйственная коммуна № 2 с лесопилкой, а на реке Солка — водяная мукомольная мельница, на южной окраине находилась часовня.
По данным 1933 года деревня называлась Маллия и находилась в составе Керстовского сельсовета Кингисеппского района.
С 1 августа 1941 года по 31 января 1944 года деревня находилась в оккупации.
С 1954 года в составе Опольевского сельсовета.
В 1958 году население деревни составляло 98 человек.
По данным 1966, 1973 и 1990 годов деревня называлась Коммунар и также находилась в составе Опольевского сельсовета Кингисеппского района.
В 1997 году в деревне Коммунар проживал 81 человек, в 2002 году — 58 человек (русские — 84 %), в 2007 году — 62.

## География
Деревня расположена в восточной части района на автодороге А180 (E 20) (Санкт-Петербург — Ивангород — граница с Эстонией) «Нарва».
Расстояние до административного центра поселения — 8 км.
Расстояние до ближайшей железнодорожной платформы Солка — 2,5 км.
Через деревню протекает река Солка.

## Демография
| 1862 | 2007 | 2010 | 2017 |
| ---- | ---- | ---- | ---- |
| 258  | ↘62  | ↘34  | ↗63  |

### Национальный состав
Согласно данным Всероссийской переписи населения 2021 года в деревне проживали 78 человек, из них:
 русские — 61, узбеки — 14, казахи — 1, таджики — 1, один человек национальность не указал.

## Достопримечательности
Близ деревни находятся три каменных могильника середины–третьей четверти I тыс. н. э..